# Parámetro de Barbero-Immirzi
El parámetro de Immirzi o de Barbero-Immirzi es un coeficiente numérico que aparece en la gravedad cuántica de bucles (LQG), una teoría no perturbativa de la gravedad cuántica. El parámetro de Immirzi mide el tamaño del cuanto de área en unidades de Planck. Como resultado, su valor se fija actualmente haciendo coincidir la entropía semiclásica de los agujeros negros, calculada por Stephen Hawking, y el recuento de microestados en la gravedad cuántica de bucles.

## Las condiciones de realidad
El parámetro de Immirzi surge en el proceso de expresar una conexión de Lorentz con grupo no compacto SO(3,1) en términos de una conexión compleja con valores en un grupo compacto de rotaciones, ya sea SO(3) o su doble cobertura SU(2). Aunque lleva el nombre de Giorgio Immirzi, la posibilidad de incluir este parámetro fue señalada por primera vez por Fernando Barbero. La importancia de este parámetro permaneció oscura hasta que se calculó el espectro del operador de área en LQG. Resulta que el espectro de área es proporcional al parámetro de Immirzi.

## Termodinámica de agujeros negros
En los años 70, Stephen Hawking, motivado por la analogía entre la ley de aumento del área de los horizontes de sucesos de los agujeros negros y la segunda ley de la termodinámica, realizó un cálculo semiclásico que demostraba que los agujeros negros están en equilibrio con la radiación térmica del exterior, y que la entropía de los agujeros negros (es decir, la entropía del propio agujero negro, no la entropía de la radiación en equilibrio con el agujero negro, que es infinita) es igual a
{\displaystyle \,S=A/4\!}  (en Planck unidades)
En 1997, Ashtekar, Baez, Corichi y Krasnov cuantificaron el espacio de fase clásico del exterior de un agujero negro en la Relatividad General del vacío.  Demostraron que la geometría del espaciotiempo en el exterior de un agujero negro está descrita por redes de espín, algunos de cuyos bordes perforan el horizonte de sucesos, aportando superficie al mismo, y que la geometría cuántica del horizonte puede describirse mediante una teoría de Chern-Simons U(1). La aparición del grupo U(1) se explica por el hecho de que la geometría bidimensional se describe en términos del grupo de rotación SO(2), que es isomorfo a U(1). La relación entre el área y las rotaciones se explica por el teorema de Girard que relaciona el área de un triángulo esférico con su exceso angular.
Contando el número de estados de la red de espín correspondientes a un horizonte de sucesos de área A, se observa que la entropía de los agujeros negros es
{\displaystyle \,S=\gamma _{0}A/4\gamma .\!}
Aquí {\displaystyle \gamma }, que toma el valor
{\displaystyle \gamma _{0}=\ln(2)/{\sqrt {3}}\pi }
o 
{\displaystyle \gamma _{0}=\ln(3)/{\sqrt {8}}\pi ,}
dependiendo del grupo gauge utilizado en la gravedad cuántica de lazos. Así, eligiendo que el parámetro Immirzi sea igual a{\displaystyle \,\gamma _{0}} se recupera la fórmula de Bekenstein-Hawking.
Este cálculo parece independiente del tipo de agujero negro, ya que el parámetro Immirzi dado es siempre el mismo. Sin embargo, Krzysztof Meissner y Marcin Domagala con Jerzy Lewandowski han corregido la suposición de que sólo contribuyen los valores mínimos del espín. Su resultado implica el logaritmo de un número trascendente en lugar de los logaritmos de los enteros mencionados anteriormente. 
El parámetro Immirzi aparece en el denominador porque la entropía cuenta el número de aristas que perforan el horizonte de sucesos y el parámetro Immirzi es proporcional al área aportada por cada perforación.

## Parámetro de Immirzi en teoría de spin foams
A finales de 2006, independientemente de la definición de la teoría del horizonte aislado, Ansari informó de que en la gravedad cuántica de bucles los valores propios del operador de área son simétricos por la simetría de escalera. En correspondencia con cada valor propio hay un número finito de estados degenerados. Una aplicación podría ser que si se desprecia el carácter nulo clásico de un horizonte en el sector cuántico, en la condición de falta de energía y presencia de propagación gravitacional el parámetro de Immirzi sintoniza:
{\displaystyle \ln(3)/{\sqrt {8}}\pi ,}
mediante el uso de la conjetura de Olaf Dreyer para identificar la evaporación de la célula de área mínima con el área correspondiente de los cuantos de alta amortiguación. Esto propone una imagen cinemática para definir un horizonte cuántico a través de los modelos de spin foams, sin embargo la dinámica de tal modelo aún no ha sido estudiada.

## Teoría invariante de la escala
Para las teorías dilatónicas de gravedad invariantes de escala con acoplamientos de materia del tipo del modelo estándar, Charles Wang y sus colaboradores muestran que su cuantización de bucles conduce a una clase conforme de variables de conexión Ashtekar-Barbero que utiliza el parámetro Immirzi como parámetro gauge conforme sin un valor preferido.. En consecuencia, una elección diferente del valor del parámetro de Immirzi para dicha teoría simplemente selecciona un marco conforme sin cambiar las descripciones físicas

## Interpretación
El parámetro puede verse como una renormalización de la constante de la gravitación universal de Newton. Se han sugerido varias propuestas especulativas para explicar este parámetro: por ejemplo, un argumento debido a Olaf Dreyer basado en los modos cuasinormales.
Otra interpretación más reciente es que es la medida del valor de la violación de la paridad en la gravedad cuántica, análoga al parámetro theta de la QCD, y su valor real positivo es necesario para el estado Kodama de la gravedad cuántica de bucles. A fecha de 2004, no existe ningún cálculo alternativo de esta constante. Si se encontrara una segunda coincidencia con el experimento o la teoría (por ejemplo, el valor de la fuerza de Newton a larga distancia) que requiriera un valor diferente del parámetro de Immirzi, constituiría una prueba de que la gravedad cuántica de bucles no puede reproducir la física de la relatividad general a larga distancia. Por otro lado, el parámetro de Immirzi parece ser el único parámetro libre de la LQG en el vacío, y una vez que se fija haciendo coincidir un cálculo con un resultado "experimental", en principio podría utilizarse para predecir otros resultados experimentales. Desgraciadamente, hasta ahora no se ha realizado ningún cálculo alternativo de este tipo